# Gute Nacht, Punpun
Gute Nacht, Punpun (jap. おやすみプンプン, Oyasumi Punpun) ist eine Manga-Serie des japanischen Zeichners Inio Asano. Das Werk wurde unter anderem ins Deutsche übersetzt und ist in die Genres Drama, Slice of Life und Coming of Age einzuordnen.

## Inhalt
Die Serie erzählt vom Leben des Grundschülers Punpun, der die Gestalt eines Vogels hat. Ihm begegnen die üblichen Probleme eines Elfjährigen, zudem ist sein Elternhaus zerrüttet (sein Vater gewalttätig und Alkoholiker, die Mutter suizidgefährdet), und häufig flieht er aus seinem Alltag in Fantasiewelten. Nachdem sein Vater augenscheinlich seine Mutter ins Koma geprügelt hat, zieht für eine Weile sein arbeitsloser Onkel zu ihnen, da sich seine Eltern scheiden lassen. Als mit Aiko ein neues Mädchen in die Klasse kommt, verliebt er sich ein erstes Mal ernsthaft und findet durch sie Interesse an der Astronomie. Mit Ende des zweiten Bandes springt die Handlung um zwei Jahre in Punpuns Zeit als Mittelschüler, ab Band 10 ist Punpun Mitte zwanzig.

## Zeichnerischer Stil
Die Hintergründe der Bilder sind hyperrealistisch und fein gezeichnet, ebenso sind die meisten Figuren detailliert dargestellt. Im Kontrast dazu sind Punpun und seine Familie nur als Umriss eines Vogelkörpers gezeichnet. Erst im Verlauf der Geschichte gewinnen in einzelnen Szenen auch die Hauptfigur oder Körperteile von ihr realistischere Gestalt.

## Veröffentlichung
Der Manga erschien seit 2007 im Magazin Young Sunday des Verlags Shogakukan in Japan und wechselte 2008 zum Magazin Big Comic Spirits des gleichen Verlages. Mit Ausgabe 49/2013 des Magazins endete die Serie am 2. November 2013. Die Kapitel wurden von August 2007 bis Dezember 2013 auch zusammengefasst in insgesamt dreizehn Sammelbänden veröffentlicht.
Kana bringt die Serie auf Französisch heraus, Panini Comics auf Italienisch, Viz Media auf Englisch und Taiwan Tohan auf Chinesisch. Eine deutsche Übersetzung erschien von März 2013 bis April 2016 komplett bei Tokyopop. Die Übersetzung stammt von Sakura Ilgert.

## Rezeption
Die Bände verkauften sich in den Wochen nach Erstveröffentlichung jeweils über 80.000-mal. In den USA erreichte der erste Band den Platz 3 der Manga-Bestsellerliste.
In seiner Kritik im Tagesspiegel beschreibt Lars von Törne Punpun als „tieftraurig […], melodramatisch, oft auch kitschig“. Trotz der den Protagonisten und so auch den Leser immer wieder erwartenden Enttäuschungen entwickele der „auf formal und inhaltlich so ausgefeilte Art“ erzählte Manga einen Sog, dem man sich nur schwer entziehen könne. Die Geschichte erzähle vom Erwachsenwerden eines Jedermanns unter widrigen Umständen, blicke dabei tief in die Seele der Protagonisten und behandle neben den Problemen Punpuns mit Mädchen und seiner beruflichen Zukunft auch das japanische Phänomen der Hikikomori – zurückgezogen von allen sozialen Kontakten lebender junger Menschen.